# 2011–2012-es UEFA-bajnokok ligája (csoportkör)
A 2011–2012-es UEFA-bajnokok ligája csoportkörének mérkőzéseit 2011. szeptember 13. és december 7. között játszották le.
A csoportkörben 32 csapat, az 1–3.-ig rangsorolt nemzeti labdarúgó-bajnokságok dobogós csapatai, a 4–6.-ig rangsorolt nemzeti labdarúgó-bajnokságok bajnok és ezüstérmes csapatai, valamint a 7–13-ig rangsorolt nemzeti labdarúgó-bajnokságok bajnokcsapatai mellett a selejtező, bajnokcsapatok rájátszásának, illetve a bajnoki helyezés alapján részt vevő csapatok rájátszásának öt-öt továbbjutója vett részt.
A csoportkörben nyolc, egyaránt négycsapatos csoportot képeztek. A csoportokban a csapatok körmérkőzéses, oda-visszavágós rendszerben mérkőztek meg egymással. A csoportok első két helyen záró csapat az egyenes kieséses szakaszba jutott, a harmadik helyezettek a 2011–2012-es Európa-liga egyenes kieséses szakaszában folytatták, míg az utolsó helyezettek kiestek.

## Fordulók és időpontok
| Mérkőzésnap    | Sorsolás dátuma              | Mérkőzés dátuma         |
| -------------- | ---------------------------- | ----------------------- |
| 1. mérkőzésnap | 2011. augusztus 25. (Monaco) | 2011. szeptember 13–14. |
| 2. mérkőzésnap | 2011. augusztus 25. (Monaco) | 2011. szeptember 27–28. |
| 3. mérkőzésnap | 2011. augusztus 25. (Monaco) | 2011. október 18–19.    |
| 4. mérkőzésnap | 2011. augusztus 25. (Monaco) | 2011. november 1–2.     |
| 5. mérkőzésnap | 2011. augusztus 25. (Monaco) | 2011. november 22–23.   |
| 6. mérkőzésnap | 2011. augusztus 25. (Monaco) | 2011. december 6–7.     |

## Sorsolás
A sorsolást 2011. augusztus 25-én, 17:45-kor tartották Monacóban. A sorsolás előtt a csapatokat négy darab nyolccsapatos kalapba sorolják az úgynevezett UEFA-együtthatójuk sorrendjében. A címvédő FC Barcelona automatikusan az 1. kalapba került. Minden kalapból minden csoportba egy-egy csapatot sorsoltak. Egy csoportba nem kerülhetett két azonos nemzetiségű csapat.
| Csapat                 | Együttható | Kalap |
| ---------------------- | ---------- | ----- |
| FC Barcelona CV        | 141,465    | 1     |
| Manchester United      | 151,157    | 1     |
| Chelsea                | 129,157    | 1     |
| Bayern München         | 118,887    | 1     |
| Arsenal                | 108,157    | 1     |
| Real Madrid            | 103,408    | 1     |
| FC Porto               | 100,319    | 1     |
| Internazionale         | 100,110    | 1     |
| AC Milan               | 94,110     | 2     |
| Olympique Lyonnais     | 92,735     | 2     |
| Sahtar Doneck          | 87,776     | 2     |
| Valencia CF            | 85,408     | 2     |
| Benfica                | 81,319     | 2     |
| Villarreal CF          | 75,465     | 2     |
| CSZKA Moszkva          | 73,941     | 2     |
| Olympique de Marseille | 68,735     | 2     |
| Zenyit                 | 60,441     | 3     |
| Ajax                   | 56,025     | 3     |
| Bayer Leverkusen       | 54,887     | 3     |
| Olimbiakósz            | 50,833     | 3     |
| Manchester City        | 47,157     | 3     |
| Lille OSC              | 40,735     | 3     |
| FC Basel               | 39,980     | 3     |
| BATE Bariszav          | 23,216     | 3     |
| Borussia Dortmund      | 22,887     | 4     |
| SSC Napoli             | 21,110     | 4     |
| Dinamo Zagreb          | 20,224     | 4     |
| APÓEL                  | 13,124     | 4     |
| Trabzonspor            | 12,010     | 4     |
| KRC Genk               | 8,400      | 4     |
| Viktoria Plzeň         | 5,170      | 4     |
| Oțelul Galați          | 5,164      | 4     |

## Csoportok

### Játéknapok
| 1. forduló | 1. forduló | 2. forduló | 2. forduló | 3. forduló | 3. forduló | 4. forduló | 4. forduló | 5. forduló | 5. forduló | 6. forduló | 6. forduló |
| ---------- | ---------- | ---------- | ---------- | ---------- | ---------- | ---------- | ---------- | ---------- | ---------- | ---------- | ---------- |
| 09.13.     | 09.14.     | 09.27.     | 09.28.     | 10.18.     | 10.19.     | 11.01.     | 11.02.     | 11.22.     | 11.23.     | 12.06.     | 12.07.     |
| E–H        | A–D        | A–D        | E–H        | A–D        | E–H        | E–H        | A–D        | A–D        | E–H        | E–H        | A–D        |

### Sorrend meghatározása
Az UEFA versenyszabályzata alapján, ha két vagy több csapat a csoportmérkőzések után azonos pontszámmal állt, az alábbiak alapján kellett meghatározni a sorrendet:
1. az azonosan álló csapatok mérkőzésein szerzett több pont
2. az azonosan álló csapatok mérkőzésein elért jobb gólkülönbség
3. az azonosan álló csapatok mérkőzésein idegenben szerzett több gól
4. az összes mérkőzésen elért jobb gólkülönbség
5. az összes mérkőzésen szerzett több gól
6. az azonosan álló csapatok és nemzeti szövetségük jobb UEFA-együtthatója az előző öt évben

Az időpontok közép-európai idő/közép-európai nyári idő szerint értendők.

### A csoport
| Hely. | Csapat          | M | Gy | D | V | G+ | G– | Gk  | P  | Továbbjutás                                |  | BAY | NAP | MC  | VIL |
| ----- | --------------- | - | -- | - | - | -- | -- | --- | -- | ------------------------------------------ |  | --- | --- | --- | --- |
| 1.    | Bayern München  | 6 | 4  | 1 | 1 | 11 | 6  | +5  | 13 | Továbbjutott az egyenes kieséses szakaszba |  | —   | 3–2 | 2–0 | 3–1 |
| 2.    | SSC Napoli      | 6 | 3  | 2 | 1 | 10 | 6  | +4  | 11 | Továbbjutott az egyenes kieséses szakaszba |  | 1–1 | —   | 2–1 | 2–0 |
| 3.    | Manchester City | 6 | 3  | 1 | 2 | 9  | 6  | +3  | 10 | Átkerült az Európa-ligába                  |  | 2–0 | 1–1 | —   | 2–1 |
| 4.    | Villarreal CF   | 6 | 0  | 0 | 6 | 2  | 14 | −12 | 0  |                                            |  | 0–2 | 0–2 | 0–3 | —   |

| 2011. szeptember 14. 20:45 |

| Manchester City | 1–1               | SSC Napoli |
| --------------- | ----------------- | ---------- |
| Kolarov 75'     | (0–0) Jegyzőkönyv | Cavani 69' |

| City of Manchester Stadion, Manchester Játékvezető: Jonas Eriksson (svéd) |

| 2011. szeptember 14. 20:45 |

| Villarreal CF | 0–2               | Bayern München       |
| ------------- | ----------------- | -------------------- |
|               | (0–1) Jegyzőkönyv | Kroos 7' Rafinha 76' |

| Estadio El Madrigal, Villarreal Játékvezető: Cüneyt Çakır (török) |

| 2011. szeptember 27. 20:45 |

| Bayern München  | 2–0               | Manchester City |
| --------------- | ----------------- | --------------- |
| Gómez 38' 45+1' | (2–0) Jegyzőkönyv |                 |

| Allianz Arena, München Játékvezető: Kassai Viktor (magyar) |

| 2011. szeptember 27. 20:45 |

| SSC Napoli                       | 2–0               | Villarreal CF |
| -------------------------------- | ----------------- | ------------- |
| Hamšík 14' Cavani 17' (11-esből) | (2–0) Jegyzőkönyv |               |

| San Paolo stadion, Nápoly Játékvezető: Frank De Bleeckere (belga) |

| 2011. október 18. 20:45 |

| Manchester City                   | 2–1               | Villarreal CF |
| --------------------------------- | ----------------- | ------------- |
| Marchena 43' (öngól) Agüero 90+3' | (1–1) Jegyzőkönyv | Cani 4'       |

| City of Manchester Stadion, Manchester Játékvezető: Pavel Kralovec (cseh) |

| 2011. november 2. 20:45 |

| Bayern München    | 3–2               | SSC Napoli        |
| ----------------- | ----------------- | ----------------- |
| Gómez 17' 23' 42' | (3–1) Jegyzőkönyv | Fernández 45' 79' |

| Allianz Arena, München Játékvezető: Björn Kuipers (holland) |

| 2011. november 2. 20:45 |

| Villarreal CF | 0–3               | Manchester City                             |
| ------------- | ----------------- | ------------------------------------------- |
|               | (0–2) Jegyzőkönyv | Y. Touré 30' 71' Balotelli 45+3' (11-esből) |

| Estadio El Madrigal, Villarreal Játékvezető: Pedro Proença (portugál) |

| 2011. november 22. 20:45 |

| SSC Napoli     | 2–1               | Manchester City |
| -------------- | ----------------- | --------------- |
| Cavani 17' 49' | (1–1) Jegyzőkönyv | Balotelli 33'   |

| San Paolo stadion, Nápoly Játékvezető: Damir Skomina (szlovén) |

| 2011. november 22. 20:45 |

| Bayern München          | 3–1               | Villarreal CF |
| ----------------------- | ----------------- | ------------- |
| Ribéry 3' 69' Gómez 24' | (2–0) Jegyzőkönyv | de Guzmán 50' |

| Allianz Arena, München Játékvezető: Markus Strömbergsson (svéd) |

| 2011. december 7. 20:45 |

| Manchester City        | 2–0               | Bayern München |
| ---------------------- | ----------------- | -------------- |
| Silva 36' Y. Touré 52' | (1–0) Jegyzőkönyv |                |

| City of Manchester Stadion, Manchester Játékvezető: Stéphane Lannoy (francia) |

| 2011. december 7. 20:45 |

| Villarreal CF | 0–2               | SSC Napoli           |
| ------------- | ----------------- | -------------------- |
|               | (0–0) Jegyzőkönyv | Inler 65' Hamšík 76' |

| Estadio El Madrigal, Villarreal Játékvezető: Svein Oddvar Moen (norvég) |

### B csoport
| Hely. | Csapat         | M | Gy | D | V | G+ | G– | Gk | P  | Továbbjutás                                |  | INT | CSK | TRA | LIL |
| ----- | -------------- | - | -- | - | - | -- | -- | -- | -- | ------------------------------------------ |  | --- | --- | --- | --- |
| 1.    | Internazionale | 6 | 3  | 1 | 2 | 8  | 7  | +1 | 10 | Továbbjutott az egyenes kieséses szakaszba |  | —   | 1–2 | 0–1 | 2–1 |
| 2.    | CSZKA Moszkva  | 6 | 2  | 2 | 2 | 9  | 8  | +1 | 8  | Továbbjutott az egyenes kieséses szakaszba |  | 2–3 | —   | 3–0 | 0–2 |
| 3.    | Trabzonspor    | 6 | 1  | 4 | 1 | 3  | 5  | −2 | 7  | Átkerült az Európa-ligába                  |  | 1–1 | 0–0 | —   | 1–1 |
| 4.    | Lille OSC      | 6 | 1  | 3 | 2 | 6  | 6  | 0  | 6  |                                            |  | 0–1 | 2–2 | 0–0 | —   |

| 2011. szeptember 14. 20:45 |

| Lille OSC            | 2–2               | CSZKA Moszkva   |
| -------------------- | ----------------- | --------------- |
| Sow 45' Pedretti 57' | (1–0) Jegyzőkönyv | Doumbia 72' 90' |

| Stadium Lille-Metropole, Villeneuve-d’Ascq Játékvezető: Olegário Benquerença (portugál) |

| 2011. szeptember 14. 20:45 |

| Internazionale | 0–1               | Trabzonspor  |
| -------------- | ----------------- | ------------ |
|                | (0–0) Jegyzőkönyv | Čelůstka 76' |

| Giuseppe Meazza Stadion, Milánó Játékvezető: Stefan Johannesson (svéd) |

| 2011. szeptember 27. 18:00 |

| CSZKA Moszkva                  | 2–3               | Internazionale                  |
| ------------------------------ | ----------------- | ------------------------------- |
| Dzagojev 45+3' Vágner Love 77' | (1–2) Jegyzőkönyv | Lúcio 6' Pazzini 23' Zárate 78' |

| Luzsnyiki Stadion, Moszkva Játékvezető: Craig Thomson (skót) |

| 2011. szeptember 27. 20:45 |

| Trabzonspor           | 1–1               | Lille OSC |
| --------------------- | ----------------- | --------- |
| Colman 75' (11-esből) | (0–1) Jegyzőkönyv | Sow 31'   |

| Hüseyin Avni Aker Stadion, Trabzon Játékvezető: Björn Kuipers (holland) |

| 2011. október 18. 18:00 |

| CSZKA Moszkva             | 3–0               | Trabzonspor |
| ------------------------- | ----------------- | ----------- |
| Doumbia 29' 86' Cauņa 76' | (1–0) Jegyzőkönyv |             |

| Luzsnyiki Stadion, Moszkva Játékvezető: Mark Clattenburg (angol) |

| 2011. október 18. 20:45 |

| Lille OSC | 0–1               | Internazionale |
| --------- | ----------------- | -------------- |
|           | (0–1) Jegyzőkönyv | Pazzini 21'    |

| Stadium Lille-Metropole, Villeneuve-d’Ascq Játékvezető: Howard Webb (angol) |

| 2011. november 2. 20:45 |

| Trabzonspor | 0–0         | CSZKA Moszkva |
| ----------- | ----------- | ------------- |
|             | Jegyzőkönyv |               |

| Hüseyin Avni Aker Stadion, Trabzon Játékvezető: Alberto Undiano Mallenco (spanyol) |

| 2011. november 2. 20:45 |

| Internazionale        | 2–0               | Lille OSC |
| --------------------- | ----------------- | --------- |
| Samuel 18' Milito 65' | (1–0) Jegyzőkönyv |           |

| Giuseppe Meazza Stadion, Milánó Játékvezető: Wolfgang Stark (német) |

| 2011. november 22. 18:00 |

| CSZKA Moszkva | 0–2               | Lille OSC                         |
| ------------- | ----------------- | --------------------------------- |
|               | (0–0) Jegyzőkönyv | V. Berezuckij 49' (öngól) Sow 64' |

| Luzsnyiki Stadion, Moszkva Játékvezető: Pavel Královec (cseh) |

| 2011. november 22. 20:45 |

| Trabzonspor  | 1–1               | Internazionale |
| ------------ | ----------------- | -------------- |
| Altıntop 23' | (1–1) Jegyzőkönyv | Álvarez 18'    |

| Hüseyin Avni Aker Stadion, Trabzon Játékvezető: Martin Atkinson (angol) |

| 2011. december 7. 20:45 |

| Lille OSC | 0–0         | Trabzonspor |
| --------- | ----------- | ----------- |
|           | Jegyzőkönyv |             |

| Stadium Lille-Metropole, Villeneuve-d’Ascq Játékvezető: Pedro Proença (portugál) |

| 2011. december 7. 20:45 |

| Internazionale | 1–2               | CSZKA Moszkva              |
| -------------- | ----------------- | -------------------------- |
| Cambiasso 51'  | (0–0) Jegyzőkönyv | Doumbia 50' Berezuckij 86' |

| Giuseppe Meazza Stadion, Milánó Játékvezető: David Fernández Borbalán (spanyol) |

### C csoport
| Hely. | Csapat            | M | Gy | D | V | G+ | G– | Gk | P  | Továbbjutás                                |  | BEN | BAS | MU  | OG  |
| ----- | ----------------- | - | -- | - | - | -- | -- | -- | -- | ------------------------------------------ |  | --- | --- | --- | --- |
| 1.    | Benfica           | 6 | 3  | 3 | 0 | 8  | 4  | +4 | 12 | Továbbjutott az egyenes kieséses szakaszba |  | —   | 1–1 | 1–1 | 1–0 |
| 2.    | FC Basel          | 6 | 3  | 2 | 1 | 11 | 10 | +1 | 11 | Továbbjutott az egyenes kieséses szakaszba |  | 0–2 | —   | 2–1 | 2–1 |
| 3.    | Manchester United | 6 | 2  | 3 | 1 | 11 | 8  | +3 | 9  | Átkerült az Európa-ligába                  |  | 2–2 | 3–3 | —   | 2–0 |
| 4.    | Oțelul Galați     | 6 | 0  | 0 | 6 | 3  | 11 | −8 | 0  |                                            |  | 0–1 | 2–3 | 0–2 | —   |

| 2011. szeptember 14. 20:45 |

| FC Basel                           | 2–1               | Oțelul Galați |
| ---------------------------------- | ----------------- | ------------- |
| F. Frei 39' A. Frei 84' (11-esből) | (1–0) Jegyzőkönyv | Pena 58'      |

| St. Jakob-Park, Bázel Játékvezető: William Collum (skót) |

| 2011. szeptember 14. 20:45 |

| Benfica     | 1–1               | Manchester United |
| ----------- | ----------------- | ----------------- |
| Cardozo 24' | (1–1) Jegyzőkönyv | Giggs 42'         |

| Estádio da Luz, Lisszabon Játékvezető: Damir Skomina (szlovén) |

| 2011. szeptember 27. 20:45 |

| Manchester United         | 3–3               | FC Basel                               |
| ------------------------- | ----------------- | -------------------------------------- |
| Welbeck 16' 17' Young 90' | (2–0) Jegyzőkönyv | F. Frei 58' A. Frei 60' 76' (11-esből) |

| Old Trafford, Manchester Játékvezető: Paolo Tagliavento (olasz) |

| 2011. szeptember 27. 20:45 |

| Oțelul Galați | 0–1               | Benfica         |
| ------------- | ----------------- | --------------- |
|               | (0–1) Jegyzőkönyv | Bruno César 41' |

| Nemzeti Stadion, Bukarest1 Játékvezető: David Fernández Borbalán (spanyol) |

| 2011. október 18. 20:45 |

| Oțelul Galați | 0–2               | Manchester United                      |
| ------------- | ----------------- | -------------------------------------- |
|               | (0–0) Jegyzőkönyv | Rooney 64' (11-esből) 90+2' (11-esből) |

| Nemzeti Stadion, Bukarest1 Játékvezető: Felix Brych (német) |

| 2011. október 18. 20:45 |

| FC Basel | 0–2               | Benfica                     |
| -------- | ----------------- | --------------------------- |
|          | (0–1) Jegyzőkönyv | Bruno César 20' Cardozo 75' |

| St. Jakob-Park, Bázel Játékvezető: Kassai Viktor (magyar) |

| 2011. november 2. 20:45 |

| Manchester United      | 2–0               | Oțelul Galați |
| ---------------------- | ----------------- | ------------- |
| Valencia 8' Rooney 87' | (1–0) Jegyzőkönyv |               |

| Old Trafford, Manchester Játékvezető: Marijo Strahonja (horvát) |

| 2011. november 2. 20:45 |

| Benfica    | 1–1               | FC Basel   |
| ---------- | ----------------- | ---------- |
| Rodrigo 4' | (1–0) Jegyzőkönyv | Huggel 64' |

| Estádio da Luz, Lisszabon Játékvezető: Carlos Velasco Carballo (spanyol) |

| 2011. november 22. 20:45 |

| Oțelul Galați         | 2–3               | FC Basel                             |
| --------------------- | ----------------- | ------------------------------------ |
| Giurgiu 75' Antal 81' | (0–3) Jegyzőkönyv | F. Frei 10' A. Frei 14' Streller 37' |

| Nemzeti Stadion, Bukarest1 Játékvezető: Tom Harald Hagen (norvég) |

| 2011. november 22. 20:45 |

| Manchester United         | 2–2               | Benfica                    |
| ------------------------- | ----------------- | -------------------------- |
| Berbatov 30' Fletcher 59' | (1–1) Jegyzőkönyv | Jones 3' (öngól) Aimar 61' |

| Old Trafford, Manchester Játékvezető: Cüneyt Çakır (török) |

| 2011. december 7. 20:45 |

| FC Basel                | 2–1               | Manchester United |
| ----------------------- | ----------------- | ----------------- |
| Streller 9' A. Frei 84' | (1–0) Jegyzőkönyv | Jones 89'         |

| St. Jakob-Park, Bázel Játékvezető: Björn Kuipers (holland) |

| 2011. december 7. 20:45 |

| Benfica    | 1–0               | Oțelul Galați |
| ---------- | ----------------- | ------------- |
| Cardozo 7' | (1–0) Jegyzőkönyv |               |

| Estádio da Luz, Lisszabon Játékvezető: Manuel Gräfe (német) |

Jegyzetek
- 1: Az Oțelul Galați a hazai mérkőzéseit a Nemzeti Stadionban, Bukarestben játszotta, mert a stadionjuk, az Oţelul Stadion nem felelt meg az UEFA követelményeinek.

### D csoport
| Hely. | Csapat             | M | Gy | D | V | G+ | G– | Gk  | P  | Továbbjutás                                |  | RM  | OL  | AJA | DZ  |
| ----- | ------------------ | - | -- | - | - | -- | -- | --- | -- | ------------------------------------------ |  | --- | --- | --- | --- |
| 1.    | Real Madrid        | 6 | 6  | 0 | 0 | 19 | 2  | +17 | 18 | Továbbjutott az egyenes kieséses szakaszba |  | —   | 4–0 | 3–0 | 6–2 |
| 2.    | Olympique Lyonnais | 6 | 2  | 2 | 2 | 9  | 7  | +2  | 8  | Továbbjutott az egyenes kieséses szakaszba |  | 0–2 | —   | 0–0 | 2–0 |
| 3.    | Ajax               | 6 | 2  | 2 | 2 | 6  | 6  | 0   | 8  | Átkerült az Európa-ligába                  |  | 0–3 | 0–0 | —   | 4–0 |
| 4.    | Dinamo Zagreb      | 6 | 0  | 0 | 6 | 3  | 22 | −19 | 0  |                                            |  | 0–1 | 1–7 | 0–2 | —   |

| 2011. szeptember 14. 20:45 |

| Dinamo Zagreb | 0–1               | Real Madrid  |
| ------------- | ----------------- | ------------ |
|               | (0–0) Jegyzőkönyv | Di María 53' |

| Maksimir Stadion, Zágráb Játékvezető: Svein Oddvar Moen (norvég) |

| 2011. szeptember 14. 20:45 |

| Ajax | 0–0         | Olympique Lyonnais |
| ---- | ----------- | ------------------ |
|      | Jegyzőkönyv |                    |

| Amsterdam ArenA, Amszterdam Játékvezető: Wolfgang Stark (német) |

| 2011. szeptember 27. 20:45 |

| Olympique Lyonnais    | 2–0               | Dinamo Zagreb |
| --------------------- | ----------------- | ------------- |
| Gomis 23' B. Koné 42' | (2–0) Jegyzőkönyv |               |

| Stade de Gerland, Lyon Játékvezető: Pavel Kralovec (cseh) |

| 2011. szeptember 27. 20:45 |

| Real Madrid                      | 3–0               | Ajax |
| -------------------------------- | ----------------- | ---- |
| Ronaldo 25' Kaká 41' Benzema 49' | (2–0) Jegyzőkönyv |      |

| Santiago Bernabéu, Madrid Játékvezető: Mark Clattenburg (angol) |

| 2011. október 18. 20:45 |

| Real Madrid                                          | 4–0               | Olympique Lyonnais |
| ---------------------------------------------------- | ----------------- | ------------------ |
| Benzema 19' Khedira 47' Lloris 55' (öngól) Ramos 81' | (1–0) Jegyzőkönyv |                    |

| Santiago Bernabéu, Madrid Játékvezető: Cüneyt Çakır (török) |

| 2011. október 18. 20:45 |

| Dinamo Zagreb | 0–2               | Ajax                       |
| ------------- | ----------------- | -------------------------- |
|               | (0–0) Jegyzőkönyv | Boerrigter 49' Eriksen 90' |

| Maksimir Stadion, Zágráb Játékvezető: Manuel Gräfe (német) |

| 2011. november 2. 20:45 |

| Olympique Lyonnais | 0–2               | Real Madrid                |
| ------------------ | ----------------- | -------------------------- |
|                    | (0–1) Jegyzőkönyv | Ronaldo 24' 69' (11-esből) |

| Stade de Gerland, Lyon Játékvezető: Nicola Rizzoli (olasz) |

| 2011. november 2. 20:45 |

| Ajax                                                        | 4–0               | Dinamo Zagreb |
| ----------------------------------------------------------- | ----------------- | ------------- |
| van der Wiel 20' Sulejmani 25' S. de Jong 65' Lodeiro 90+2' | (2–0) Jegyzőkönyv |               |

| Amsterdam ArenA, Amszterdam Játékvezető: Martin Atkinson (angol) |

| 2011. november 22. 20:45 |

| Real Madrid                                        | 6–2               | Dinamo Zagreb           |
| -------------------------------------------------- | ----------------- | ----------------------- |
| Benzema 2' 66' Callejón 6' 49' Higuaín 9' Özil 20' | (4–0) Jegyzőkönyv | Bećiraj 81' Tomečak 90' |

| Santiago Bernabéu, Madrid Játékvezető: Alan Kelly (ír) |

| 2011. november 22. 20:45 |

| Olympique Lyonnais | 0–0         | Ajax |
| ------------------ | ----------- | ---- |
|                    | Jegyzőkönyv |      |

| Stade de Gerland, Lyon Játékvezető: Jonas Eriksson (svéd) |

| 2011. december 7. 20:45 |

| Dinamo Zagreb | 1–7               | Olympique Lyonnais                                               |
| ------------- | ----------------- | ---------------------------------------------------------------- |
| Kovačić 40'   | (1–1) Jegyzőkönyv | Gomis 45' 48' 52' 70' Gonalons 48' Lisandro López 65' Briand 76' |

| Maksimir Stadion, Zágráb Játékvezető: Mark Clattenburg (angol) |

| 2011. december 7. 20:45 |

| Ajax | 0–3               | Real Madrid                    |
| ---- | ----------------- | ------------------------------ |
|      | (0–2) Jegyzőkönyv | Callejón 14' 90+2' Higuaín 41' |

| Amsterdam ArenA, Amszterdam Játékvezető: Manuel De Sousa (portugál) |

### E csoport
| Hely. | Csapat           | M | Gy | D | V | G+ | G– | Gk  | P  | Továbbjutás                                |  | CHE | LEV | VAL | GNK |
| ----- | ---------------- | - | -- | - | - | -- | -- | --- | -- | ------------------------------------------ |  | --- | --- | --- | --- |
| 1.    | Chelsea          | 6 | 3  | 2 | 1 | 13 | 4  | +9  | 11 | Továbbjutott az egyenes kieséses szakaszba |  | —   | 2–0 | 3–0 | 5–0 |
| 2.    | Bayer Leverkusen | 6 | 3  | 1 | 2 | 8  | 8  | 0   | 10 | Továbbjutott az egyenes kieséses szakaszba |  | 2–1 | —   | 2–1 | 2–0 |
| 3.    | Valencia CF      | 6 | 2  | 2 | 2 | 12 | 7  | +5  | 8  | Átkerült az Európa-ligába                  |  | 1–1 | 3–1 | —   | 7–0 |
| 4.    | KRC Genk         | 6 | 0  | 3 | 3 | 2  | 16 | −14 | 3  |                                            |  | 1–1 | 1–1 | 0–0 | —   |

| 2011. szeptember 13. 20:45 |

| Chelsea             | 2–0               | Bayer Leverkusen |
| ------------------- | ----------------- | ---------------- |
| Luiz 67' Mata 90+3' | (0–0) Jegyzőkönyv |                  |

| Stamford Bridge, London Játékvezető: Stéphane Lannoy (francia) |

| 2011. szeptember 13. 20:45 |

| KRC Genk | 0–0         | Valencia CF |
| -------- | ----------- | ----------- |
|          | Jegyzőkönyv |             |

| Cristal Arena, Genk Játékvezető: Thomas Einwaller (osztrák) |

| 2011. szeptember 28. 20:45 |

| Valencia CF            | 1–1               | Chelsea     |
| ---------------------- | ----------------- | ----------- |
| Soldado 87' (11-esből) | (0–0) Jegyzőkönyv | Lampard 56' |

| Estadio Mestalla, Valencia Játékvezető: Nicola Rizzoli (olasz) |

| 2011. szeptember 28. 20:45 |

| Bayer Leverkusen       | 2–0               | KRC Genk |
| ---------------------- | ----------------- | -------- |
| Bender 30' Ballack 90' | (1–0) Jegyzőkönyv |          |

| BayArena, Leverkusen Játékvezető: Alan Kelly (ír) |

| 2011. október 19. 20:45 |

| Bayer Leverkusen     | 2–1               | Valencia CF |
| -------------------- | ----------------- | ----------- |
| Schürrle 52' Sam 54' | (0–1) Jegyzőkönyv | Jonas 24'   |

| BayArena, Leverkusen Játékvezető: Craig Thomson (skót) |

| 2011. október 19. 20:45 |

| Chelsea                                           | 5–0               | KRC Genk |
| ------------------------------------------------- | ----------------- | -------- |
| Meireles 8' Torres 11' 27' Ivanović 42' Kalou 72' | (4–0) Jegyzőkönyv |          |

| Stamford Bridge, London Játékvezető: Aleksei Nikolaev (orosz) |

| 2011. november 1. 20:45 |

| Valencia CF                   | 3–1               | Bayer Leverkusen |
| ----------------------------- | ----------------- | ---------------- |
| Jonas 1' Soldado 65' Rami 75' | (1–1) Jegyzőkönyv | Kießling 31'     |

| Estadio Mestalla, Valencia Játékvezető: Jonas Eriksson (svéd) |

| 2011. november 1. 20:45 |

| KRC Genk   | 1–1               | Chelsea     |
| ---------- | ----------------- | ----------- |
| Vossen 61' | (0–1) Jegyzőkönyv | Ramires 26' |

| Cristal Arena, Genk Játékvezető: Svein Oddvar Moen (norvég) |

| 2011. november 23. 20:45 |

| Bayer Leverkusen           | 2–1               | Chelsea    |
| -------------------------- | ----------------- | ---------- |
| Derdiyok 73' Friedrich 90' | (0–0) Jegyzőkönyv | Drogba 48' |

| BayArena, Leverkusen Játékvezető: Kassai Viktor (magyar) |

| 2011. november 23. 20:45 |

| Valencia CF                                                      | 7–0               | KRC Genk |
| ---------------------------------------------------------------- | ----------------- | -------- |
| Jonas 10' Soldado 13' 36' 39' Hernández 68' Aduriz 70' Costa 81' | (4–0) Jegyzőkönyv |          |

| Estadio Mestalla, Valencia Játékvezető: Tony Chapron (francia) |

| 2011. december 6. 20:45 |

| Chelsea                   | 3–0               | Valencia CF |
| ------------------------- | ----------------- | ----------- |
| Drogba 3' 76' Ramires 22' | (2–0) Jegyzőkönyv |             |

| Stamford Bridge, London Játékvezető: Gianluca Rocchi (olasz) |

| 2011. december 6. 20:45 |

| KRC Genk   | 1–1               | Bayer Leverkusen |
| ---------- | ----------------- | ---------------- |
| Vossen 30' | (1–0) Jegyzőkönyv | Derdiyok 79'     |

| Cristal Arena, Genk Játékvezető: Paolo Tagliavento (olasz) |

### F csoport
| Hely. | Csapat                 | M | Gy | D | V | G+ | G– | Gk | P  | Továbbjutás                                |  | ARS | OM  | OLY | DOR |
| ----- | ---------------------- | - | -- | - | - | -- | -- | -- | -- | ------------------------------------------ |  | --- | --- | --- | --- |
| 1.    | Arsenal                | 6 | 3  | 2 | 1 | 7  | 6  | +1 | 11 | Továbbjutott az egyenes kieséses szakaszba |  | —   | 0–0 | 2–1 | 2–1 |
| 2.    | Olympique de Marseille | 6 | 3  | 1 | 2 | 7  | 4  | +3 | 10 | Továbbjutott az egyenes kieséses szakaszba |  | 0–1 | —   | 0–1 | 3–0 |
| 3.    | Olimbiakósz            | 6 | 3  | 0 | 3 | 8  | 6  | +2 | 9  | Átkerült az Európa-ligába                  |  | 3–1 | 0–1 | —   | 3–1 |
| 4.    | Borussia Dortmund      | 6 | 1  | 1 | 4 | 6  | 12 | −6 | 4  |                                            |  | 1–1 | 2–3 | 1–0 | —   |

| 2011. szeptember 13. 20:45 |

| Olimbiakósz | 0–1               | Olympique de Marseille |
| ----------- | ----------------- | ---------------------- |
|             | (0–0) Jegyzőkönyv | Lucho 51'              |

| Karaiszkákisz Stadion, Pireusz Játékvezető: Pedro Proença (portugál) |

| 2011. szeptember 13. 20:45 |

| Borussia Dortmund | 1–1               | Arsenal        |
| ----------------- | ----------------- | -------------- |
| Perišić 89'       | (0–1) Jegyzőkönyv | van Persie 42' |

| Signal Iduna Park, Dortmund Játékvezető: Gianluca Rocchi (olasz) |

| 2011. szeptember 28. 20:45 |

| Arsenal                          | 2–1               | Olimbiakósz |
| -------------------------------- | ----------------- | ----------- |
| Oxlade-Chamberlain 8' Santos 20' | (2–1) Jegyzőkönyv | Fuster 27'  |

| Emirates Stadion, London Játékvezető: Carlos Velasco Carballo (spanyol) |

| 2011. szeptember 28. 20:45 |

| Olympique de Marseille              | 3–0               | Borussia Dortmund |
| ----------------------------------- | ----------------- | ----------------- |
| A. Ayew 20' 69' (11-esből) Rémy 62' | (1–0) Jegyzőkönyv |                   |

| Stade Vélodrome, Marseille Játékvezető: Jonas Eriksson (svéd) |

| 2011. október 19. 20:45 |

| Olympique de Marseille | 0–1               | Arsenal      |
| ---------------------- | ----------------- | ------------ |
|                        | (0–0) Jegyzőkönyv | Ramsey 90+2' |

| Stade Vélodrome, Marseille Játékvezető: Damir Skomina (szlovén) |

| 2011. október 19. 20:45 |

| Olimbiakósz                          | 3–1               | Borussia Dortmund |
| ------------------------------------ | ----------------- | ----------------- |
| Holévasz 8' Djebbour 40' Modesto 78' | (2–1) Jegyzőkönyv | Lewandowski 26'   |

| Karaiszkákisz Stadion, Pireusz Játékvezető: Bas Nijhuis (holland) |

| 2011. november 1. 20:45 |

| Arsenal | 0–0         | Olympique de Marseille |
| ------- | ----------- | ---------------------- |
|         | Jegyzőkönyv |                        |

| Emirates Stadion, London Játékvezető: Paolo Tagliavento (olasz) |

| 2011. november 1. 20:45 |

| Borussia Dortmund | 1–0               | Olimbiakósz |
| ----------------- | ----------------- | ----------- |
| Großkreutz 7'     | (1–0) Jegyzőkönyv |             |

| Signal Iduna Park, Dortmund Játékvezető: Vladislav Bezborodov (orosz) |

| 2011. november 23. 20:45 |

| Olympique de Marseille | 0–1               | Olimbiakósz      |
| ---------------------- | ----------------- | ---------------- |
|                        | (0–0) Jegyzőkönyv | Fetfadzídisz 82' |

| Stade Vélodrome, Marseille Játékvezető: Nicola Rizzoli (olasz) |

| 2011. november 23. 20:45 |

| Arsenal            | 2–1               | Borussia Dortmund |
| ------------------ | ----------------- | ----------------- |
| van Persie 49' 86' | (0–0) Jegyzőkönyv | Kagawa 90+2'      |

| Emirates Stadion, London Játékvezető: Frank De Bleeckere (belga) |

| 2011. december 6. 20:45 |

| Olimbiakósz                         | 3–1               | Arsenal      |
| ----------------------------------- | ----------------- | ------------ |
| Djebbour 16' Fuster 36' Modesto 89' | (2–0) Jegyzőkönyv | Benayoun 57' |

| Karaiszkákisz Stadion, Pireusz Játékvezető: Alberto Undiano Mallenco (spanyol) |

| 2011. december 6. 20:45 |

| Borussia Dortmund                         | 2–3               | Olympique de Marseille              |
| ----------------------------------------- | ----------------- | ----------------------------------- |
| Błaszczykowski 23' Hummels 32' (11-esből) | (2–1) Jegyzőkönyv | Rémy 45+4' A. Ayew 85' Valbuena 87' |

| Signal Iduna Park, Dortmund Játékvezető: Howard Webb (angol) |

### G csoport
| Hely. | Csapat        | M | Gy | D | V | G+ | G– | Gk | P | Továbbjutás                                |  | APO | ZEN | POR | SHA |
| ----- | ------------- | - | -- | - | - | -- | -- | -- | - | ------------------------------------------ |  | --- | --- | --- | --- |
| 1.    | APÓEL         | 6 | 2  | 3 | 1 | 6  | 6  | 0  | 9 | Továbbjutott az egyenes kieséses szakaszba |  | —   | 2–1 | 2–1 | 0–2 |
| 2.    | Zenyit        | 6 | 2  | 3 | 1 | 7  | 5  | +2 | 9 | Továbbjutott az egyenes kieséses szakaszba |  | 0–0 | —   | 3–1 | 1–0 |
| 3.    | FC Porto      | 6 | 2  | 2 | 2 | 7  | 7  | 0  | 8 | Átkerült az Európa-ligába                  |  | 1–1 | 0–0 | —   | 2–1 |
| 4.    | Sahtar Doneck | 6 | 1  | 2 | 3 | 6  | 8  | −2 | 5 |                                            |  | 1–1 | 2–2 | 0–2 | —   |

| 2011. szeptember 13. 20:45 |

| FC Porto            | 2–1               | Sahtar Doneck    |
| ------------------- | ----------------- | ---------------- |
| Hulk 28' Kléber 51' | (1–1) Jegyzőkönyv | Luiz Adriano 12' |

| Estádio do Dragão, Porto Játékvezető: Felix Brych (német) |

| 2011. szeptember 13. 20:45 |

| APÓEL                  | 2–1               | Zenyit       |
| ---------------------- | ----------------- | ------------ |
| Manduca 73' Aílton 75' | (0–0) Jegyzőkönyv | Zyryanov 63' |

| GSZP Stadion, Nicosia Játékvezető: Eduardo Iturralde González (spanyol) |

| 2011. szeptember 28. 18:00 |

| Zenyit                     | 3–1               | FC Porto         |
| -------------------------- | ----------------- | ---------------- |
| Shirokov 20' 63' Danny 72' | (1–1) Jegyzőkönyv | J. Rodríguez 10' |

| Petrovszkij Stadion, Szentpétervár Játékvezető: Howard Webb (angol) |

| 2011. szeptember 28. 20:45 |

| Sahtar Doneck | 1–1               | APÓEL          |
| ------------- | ----------------- | -------------- |
| Jádson 64'    | (0–0) Jegyzőkönyv | Tričkovski 61' |

| Donbasz-Arena, Doneck Játékvezető: Robert Schörgenhofer (osztrák) |

| 2011. október 19. 20:45 |

| Sahtar Doneck                  | 2–2               | Zenyit                    |
| ------------------------------ | ----------------- | ------------------------- |
| Willian 15' Luiz Adriano 45+1' | (2–1) Jegyzőkönyv | Shirokov 33' Fayzulin 60' |

| Donbasz-Arena, Doneck Játékvezető: Frank De Bleeckere (belga) |

| 2011. október 19. 20:45 |

| FC Porto | 1–1               | APÓEL      |
| -------- | ----------------- | ---------- |
| Hulk 13' | (1–1) Jegyzőkönyv | Aílton 19' |

| Estádio do Dragão, Porto Játékvezető: Antony Gautier (francia) |

| 2011. november 1. 18:00 |

| Zenyit          | 1–0               | Sahtar Doneck |
| --------------- | ----------------- | ------------- |
| Lombaerts 45+1' | (1–0) Jegyzőkönyv |               |

| Petrovszkij Stadion, Szentpétervár Játékvezető: Stéphane Lannoy (francia) |

| 2011. november 1. 20:45 |

| APÓEL                             | 2–1               | FC Porto            |
| --------------------------------- | ----------------- | ------------------- |
| Aílton 42' (11-esből) Manduca 90' | (1–0) Jegyzőkönyv | Hulk 89' (11-esből) |

| GSZP Stadion, Nicosia Játékvezető: Gianluca Rocchi (olasz) |

| 2011. november 23. 18:00 |

| Zenyit | 0–0         | APÓEL |
| ------ | ----------- | ----- |
|        | Jegyzőkönyv |       |

| Petrovszkij Stadion, Szentpétervár Játékvezető: Felix Brych (német) |

| 2011. november 23. 20:45 |

| Sahtar Doneck | 0–2               | FC Porto                   |
| ------------- | ----------------- | -------------------------- |
|               | (0–0) Jegyzőkönyv | Hulk 79' Raț 90+2' (öngól) |

| Donbasz-Arena, Doneck Játékvezető: Craig Thomson (skót) |

| 2011. december 6. 20:45 |

| FC Porto | 0–0         | Zenyit |
| -------- | ----------- | ------ |
|          | Jegyzőkönyv |        |

| Estádio do Dragão, Porto Játékvezető: Carlos Velasco Carballo (spanyol) |

| 2011. december 6. 20:45 |

| APÓEL | 0–2               | Sahtar Doneck                  |
| ----- | ----------------- | ------------------------------ |
|       | (0–0) Jegyzőkönyv | Luiz Adriano 62' Seleznyov 78' |

| GSZP Stadion, Nicosia Játékvezető: Ovidiu Hațegan (román) |

### H csoport
| Hely. | Csapat         | M | Gy | D | V | G+ | G– | Gk  | P  | Továbbjutás                                |  | BAR | MIL | PLZ | BAT |
| ----- | -------------- | - | -- | - | - | -- | -- | --- | -- | ------------------------------------------ |  | --- | --- | --- | --- |
| 1.    | FC Barcelona   | 6 | 5  | 1 | 0 | 20 | 4  | +16 | 16 | Továbbjutott az egyenes kieséses szakaszba |  | —   | 2–2 | 2–0 | 4–0 |
| 2.    | AC Milan       | 6 | 2  | 3 | 1 | 11 | 8  | +3  | 9  | Továbbjutott az egyenes kieséses szakaszba |  | 2–3 | —   | 2–0 | 2–0 |
| 3.    | Viktoria Plzeň | 6 | 1  | 2 | 3 | 4  | 11 | −7  | 5  | Átkerült az Európa-ligába                  |  | 0–4 | 2–2 | —   | 1–1 |
| 4.    | BATE Bariszav  | 6 | 0  | 2 | 4 | 2  | 14 | −12 | 2  |                                            |  | 0–5 | 1–1 | 0–1 | —   |

| 2011. szeptember 13. 20:45 |

| FC Barcelona        | 2–2               | AC Milan            |
| ------------------- | ----------------- | ------------------- |
| Pedro 36' Villa 50' | (1–1) Jegyzőkönyv | Pato 1' Silva 90+2' |

| Camp Nou, Barcelona Játékvezető: Martin Atkinson (angol) |

| 2011. szeptember 13. 20:45 |

| Viktoria Plzeň | 1–1               | BATE Bariszav     |
| -------------- | ----------------- | ----------------- |
| Bakoš 45+1'    | (1–0) Jegyzőkönyv | Renan Bressan 69' |

| Synot Tip Arena, Prága1 Játékvezető: Laurent Duhamel (francia) |

| 2011. szeptember 28. 20:45 |

| BATE Bariszav | 0–5               | FC Barcelona                                              |
| ------------- | ----------------- | --------------------------------------------------------- |
|               | (0–3) Jegyzőkönyv | A. Valadzko 19' (öngól) Pedro 22' Messi 38' 56' Villa 90' |

| Dinamo Stadion, Minszk² Játékvezető: Manuel Gräfe (német) |

| 2011. szeptember 28. 20:45 |

| AC Milan                    | 2–0               | Viktoria Plzeň |
| --------------------------- | ----------------- | -------------- |
| Ibrahimović 53' Cassano 66' | (0–0) Jegyzőkönyv |                |

| Giuseppe Meazza Stadion, Milánó Játékvezető: Florian Meyer (német) |

| 2011. október 19. 20:45 |

| AC Milan                    | 2–0               | BATE Bariszav |
| --------------------------- | ----------------- | ------------- |
| Ibrahimović 33' Boateng 70' | (1–0) Jegyzőkönyv |               |

| Giuseppe Meazza Stadion, Milánó Játékvezető: Tom Harald Hagen (norvég) |

| 2011. október 19. 20:45 |

| FC Barcelona          | 2–0               | Viktoria Plzeň |
| --------------------- | ----------------- | -------------- |
| Iniesta 10' Villa 82' | (1–0) Jegyzőkönyv |                |

| Camp Nou, Barcelona Játékvezető: Alekszandar Sztavrev (macedón) |

| 2011. november 1. 20:45 |

| BATE Bariszav          | 1–1               | AC Milan        |
| ---------------------- | ----------------- | --------------- |
| Bressan 55' (11-esből) | (0–1) Jegyzőkönyv | Ibrahimović 22' |

| Dinamo Stadion, Minszk² Játékvezető: Peter Rasmussen (dán) |

| 2011. november 1. 20:45 |

| Viktoria Plzeň | 0–4               | FC Barcelona                                  |
| -------------- | ----------------- | --------------------------------------------- |
|                | (0–1) Jegyzőkönyv | Messi 24' (11-esből) 45+2' 90+2' Fàbregas 72' |

| Synot Tip Arena, Prága1 Játékvezető: Robert Schörgenhofer (osztrák) |

| 2011. november 23. 19:00 |

| BATE Bariszav | 0–1               | Viktoria Plzeň |
| ------------- | ----------------- | -------------- |
|               | (0–1) Jegyzőkönyv | Bakoš 42'      |

| Dinamo Stadion, Minszk² Játékvezető: Kevin Blom (holland) |

| 2011. november 23. 20:45 |

| AC Milan                    | 2–3               | FC Barcelona                                         |
| --------------------------- | ----------------- | ---------------------------------------------------- |
| Ibrahimović 20' Boateng 54' | (1–2) Jegyzőkönyv | van Bommel 14' (öngól) Messi 31' (11-esből) Xavi 63' |

| Giuseppe Meazza Stadion, Milánó Játékvezető: Wolfgang Stark (német) |

| 2011. december 6. 20:45 |

| FC Barcelona                                     | 4–0               | BATE Bariszav |
| ------------------------------------------------ | ----------------- | ------------- |
| Roberto 35' Montoya 60' Pedro 63' 89' (11-esből) | (1–0) Jegyzőkönyv |               |

| Camp Nou, Barcelona Játékvezető: Vad István (magyar) |

| 2011. december 6. 20:45 |

| Viktoria Plzeň          | 2–2               | AC Milan             |
| ----------------------- | ----------------- | -------------------- |
| Bystroň 89' Ďuriš 90+3' | (0–0) Jegyzőkönyv | Pato 47' Robinho 49' |

| Synot Tip Arena, Prága1 Játékvezető: William Collum (skót) |

Jegyzetek
- 1: A Viktoria Plzeň a hazai mérkőzéseit a Synot Tip Arena stadionban, Prágában játszotta, mert a stadionjuk, a Stadion města Plzně nem felelt meg az UEFA követelményeinek.
- 2: A BATE Bariszav a hazai mérkőzéseit a Dinama Stadionban, Minszkben játszotta, mert a stadionjuk, a Haradszki Stadion nem felelt meg az UEFA követelményeinek.